# Француски импресионистички филм
Француски импресионистички филм (прва авангарда или наративна авангарда) односи се на групу француских филмова и филмских стваралаца из 1920-их.
Филмски научници су имали много потешкоћа да дефинишу овај покрет или да одлуче да ли га уопште треба сматрати покретом. Дејвид Бордвел је покушао да дефинише јединствену стилску парадигму и скуп начела. Други, наиме Ричард Абел, критикују ове покушаје и лабавије групишу филмове и филмске ствараоце, на основу заједничког циља „истраживања процеса репрезентације и значења у наративном филмском дискурсу“. Неки, као што је Дадли Ендру, би се борили да доделе било какав кредибилитет као "покрет".

## Периодизација
1. Пикторијализам (почевши од 1918): састављен од филмова који се углавном фокусирају на манипулацију филмом као сликом, кроз камеру, мизансцен и оптичке уређаје.
2. Монтажа (почевши од 1923): у том тренутку ритмичко и брзо монтажа постаје све више коришћена.
3. Дифузија (почевши од 1926.): у том тренутку су филмови и филмски ствараоци почели да следе друге стилске и формалне модусе.

## Однос према и одступање од холивудске стилистике
Међутим, чак је и Марсел Л'Ербијер, један од главних филмских стваралаца повезаних са покретом, признао јединствен теоријски став: „Нико од нас – Дулак, Епстајн, Делук или ја – није имао исти естетски поглед. Али имали смо заједнички интерес , што је било истраживање те чувене кинематографске специфичности. О томе смо се у потпуности сложили."
Реевалуација Бордвелове анализе коју је урадио Ричард Абел види филмове као реакцију на конвенционалне стилске и формалне парадигме, а не као Бордвелов модел сличности. Тако Абел овај покрет назива наративном авангардом. Он гледа на филмове као на реакцију на наративну парадигму која се налази у комерцијалном филмском стваралаштву, односно холивудској, и заснива се на књижевној и генеричкој референцијалности, нарацији кроз међунаслове, синтаксичком континуитету, реторици заснованој на вербалном језику и књижевности и линеарној наративној структури. 6, затим га подмеће, варира, одступа од њега.

## Филмски ствараоци и филмови (избор)
- Абел Ганс (La Dixième symphonie 1918, J’Accuse 1919, La Roue 1922, and, above all, Napoléon 1927)
- Жан Епстајн (Coeur fidèle 1923, Six et demi onze 1927, La Glace a Trois Face 1928, and The Fall of the House of Usher 1928)
- Жермејн Дулак (The Smiling Madame Beudet 1922)
- Марсел л'Ебријер (El Dorado 1921)
- Луј Делук (La Femme de nulle part 1922)
- Жан Реноар (Nana 1926)